# Salita al Calvario (Bosch Madrid)

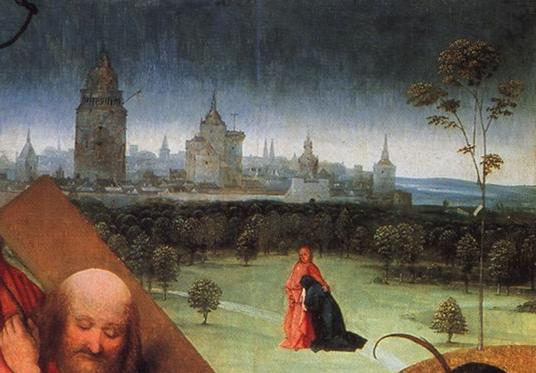
Dettaglio

La Salita al Calvario è un dipinto a olio su tavola (150x94 cm) di Hieronymus Bosch, databile al 1498 circa e conservato nel Palacio Real di Madrid.

## Storia
L'opera è citata tra i dipinti che Filippo II di Spagna, grande collezionista di opere di Bosch, inviò all'Escorial nel 1574. Larsen ipotizzò che fosse un'opera giovanile (1475-1480), Cinotti matura (1505-1507) e l'analisi dendrocronologica l'ha infine collegata a dopo il 1498, con possibili interventi di bottega.
Nonostante l'alta qualità dell'opera la critica vi si è soffermata relativamente poco, per la mancanza di quel repertorio di mostri, storpi e figure grottesche che tanto hanno appassionato l'esegesi sull'artista.

## Descrizione e stile
Vicino al primo piano, Cristo sta trasportando la croce, piegato in due dal peso ma con uno sguardo di paziente sopportazione, rivolto allo spettatore che è così invitato a immedesimarsi nella sua sofferenza, secondo le pratiche della devotio moderna di cui Bosch era al corrente.
Attorno a lui si trova una moltitudine di personaggi dalle vesti sgargianti, impegnati ora ad aiutarlo, reggendo la croce, ora a punirlo con frustate, come l'uomo vestito di rosso al centro, il cui gesto in corso è evidenziato dal volo del vaporoso panneggio. Il soldato davanti a Cristo, dall'espressione dura ed enigmatica, pure si rivolge allo spettatore e mostra sulla spalla una mezzaluna, che evoca il nemico musulmano. Dietro, nel corteo, si trova rappresentata un'interessante varietà di fisionomie grottesche.
Lontani, nel paesaggio terso, animato da strabilianti costruzioni, Maria e Giovanni sfogano il loro dolore in disparte.